# خداوندان اسرار
خداوندان اسرار که هجدهمین آلبوم موسیقی همایون شجریان به حساب می‌آید که بعنوان خواننده اصلی در آن حضور دارد. «خداوندان اسرار» شامل دو بخش است. در بخش اول آن ساز و آوازی بداهه در مقام اصفهان با اشعاری از مولوی اجرا شده و بخش دوم شامل روایتی با نام «رهایی» در سه پرده «مهتاب، خداوندان اسرار، جانی و صد آه» روی اشعاری از خیام، مولوی و حافظ است. در این آلبوم موسیقی، آزاد میرزاپور (بربت)، حسین رضایی‌نیا (دف)، همایون نصیری (سازهای کوبه‌ای)، آیین مشکاتیان (کوزه)، مهمت اکاتای (سازهای کوبه‌ای)، آرشاک ساهاکیان (دودوک)، آرین کشیشی (گیتار باس) و سهراب پورناظری (تنبور) آواز همایون شجریان را همراهی کرده‌اند. این اثر که در ایران، ترکیه و آمریکا ضبط شده، در ایران توسط «غلامرضا صادقی» میکس و مسترینگ شده و توسط شرکت موسیقی «ایران‌گام» منتشر خواهد شد. آخرین قطعه آلبوم بر اساس قطعه یاوران مسم از آلبوم حیرانی ساخته کیخسرو پورناظری و با صدای شهرام ناظریست. پورناظری این قطعه را برای شعری از حیران علیشاه با همین مطلع تهیه کرده بود.

## قطعات آلبوم
| # | نام                                   | ترانه‌سرا | طول قطعه |
| - | ------------------------------------- | -------- | -------- |
| ۱ | دیباچه (ساز و آواز بداهه مقام اصفهان) | _____    | ۰۴:۵۴    |
| ۲ | آواز                                  | مولوی    | ۰۸:۱۸    |
| ۳ | دیباچه (مهتاب)                        | خیام     | ۰۸:۱۰    |
| ۴ | تصنیف رباعیات خیام                    | خیام     | ۰۵:۳۵    |
| ۵ | تکنوازی تنبور                         | _____    | ۰۳:۴۱    |
| ۶ | تصنیف خداوندان اسرار                  | مولوی    | ۰۵:۰۳    |
| ۷ | گروه نوازی کوبه‌ای                     | _____    | ۰۱:۴۲    |
| ۸ | تصنیف جانی و صد آه                    | حافظ     | ۰۲:۵۴    |